# Xiafang
Xiafang är en socken i sydöstra Kina. Den ligger i Mingxi härad i staden Sanming i provinsen Fujian, omkring 240 kilometer väster om provinshuvudstaden Fuzhou. Antalet invånare är 5 392. Befolkningen består av 2 620 kvinnor och 2 772 män. Barn under 15 år utgör 14,0 %, vuxna 15-64 år 74 %, och äldre över 65 år 11,0 %.